# Calanhel
Calanhel (tiếng Breton: Kalanel) là một xã của tỉnh Côtes-d’Armor, thuộc vùng Bretagne, tây bắc Pháp.

## Dân số
Người dân ở Calanhel được gọi là Calanhelois.